# Platycleis
Platycleis – rodzaj owadów prostoskrzydłych z rodziny pasikonikowatych (Tettigoniidae), obejmujący około 80 gatunków palearktycznych grupowanych w kilkunastu podrodzajach. Typem nomenklatorycznym rodzaju jest Locusta grisea (=Platycleis albopunctata grisea).
W Polsce występują 3 gatunki:
- Platycleis albopunctata,
- Platycleis grisea traktowany też jako podgatunek P. albopunctata,
- Platycleis montana klasyfikowany też jako Montana montana[5].